# Anàlisi combinatòria de dades
L'Anàlisi combinatòria de dades (en anglès Combinatorial data analysis, CDA) és l'estudi de conjunts de dades on l'ordre dels objectes és important. El CDA es pot fer servir o bé per determinar com de bé una estructura combinatòria donada reflecteix les dades observades, o bé per buscar una estructura combinatòria adequada que encaixi amb les dades.